# دونا كيلوغ
دونا كيلوغ (بالإنجليزية: Donna Kellogg) هي لاعبة كرة الريشة بريطانية، ولدت في 20 يناير 1978 في دربي في المملكة المتحدة.

## وصلات خارجية
- دونا كيلوغ على موقع BWF.tournamentsoftware.com (الإنجليزية)
- دونا كيلوغ على موقع BWFbadminton.com (الإنجليزية)
- دونا كيلوغ على موقع اللجنة الأولمبية الدولية (الإنجليزية)
- دونا كيلوغ على موقع أوليمبيديا (الإنجليزية)
- دونا كيلوغ على موقع اللجنة الأولمبية البريطانية (الإنجليزية)
- دونا كيلوغ على موقع اللجنة الأولمبية البريطانية (الإنجليزية)
- دونا كيلوغ على موقع اتحاد ألعاب الكومنولث (مؤرشف) (الإنجليزية)
- دونا كيلوغ على موقع دورة ألعاب الكومنولث 2006 (مؤرشف) (الإنجليزية)